# 滝沢駅
滝沢駅（たきざわえき）は、岩手県滝沢市野沢にある、IGRいわて銀河鉄道いわて銀河鉄道線の駅である。
好摩駅から乗り入れる東日本旅客鉄道（JR東日本）花輪線の列車も利用可能である。

## 歴史
- 1906年（明治39年）
  - 1月21日：日本鉄道の駅として開業[1]。日本鉄道時代に最後に開業した駅である。
  - 11月1日：日本鉄道が国有化[1]。官設鉄道の駅となる。
- 1909年（明治42年）12月1日：電報取扱開始[2]。
- 1962年（昭和37年）4月1日：貨物取扱廃止[1]。
- 1967年（昭和42年）9月15日：複線化と同時に現在地に移転。以前は西へ300mほどの場所にあった。
- 1974年（昭和49年）5月18日：第25回全国植樹祭に行幸する昭和天皇のお召し列車が到着[3]。
- 1980年（昭和55年）5月：業務委託駅となる[新聞 2]。
- 1985年（昭和60年）3月14日：無人化[4]。簡易委託により出札は継続[新聞 3]。
- 1987年（昭和62年）4月1日：国鉄分割民営化により、東日本旅客鉄道（JR東日本）の駅となる[1]。
- 1993年（平成5年）12月1日：出札業務を簡易委託から直営に変更し、一部の指定席券が買えるようになる[新聞 3]。
- 1994年（平成6年）12月7日：構内で普通列車の機関車が脱線して傾き貨物列車に接触する事故起きる[新聞 4]。負傷者なし[新聞 4]（滝沢駅列車脱線衝突事故）。
- 1999年（平成11年）6月：みどりの窓口設置。
- 2002年（平成14年）12月1日：東北新幹線八戸延伸に伴い、JR東日本から分離され、IGRいわて銀河鉄道の駅となる[5]。
- 2003年（平成15年）2月10日：いわて銀河鉄道の旅行部門「銀河鉄道観光」が駅舎内にオープンした（近畿日本ツーリストグループ特約店）[新聞 5]。
- 2006年（平成18年）
  - 1月21日：開業100周年の記念セレモニー挙行をし、写真展を開催[新聞 6]。
  - 12月1日：滝沢駅構内における銀河鉄道観光窓口営業を終了し、厨川駅に移転[新聞 7]。
- 2008年（平成20年）12月1日：駅構内に豆腐料理専門店「田楽茶屋 滝沢駅内店」がオープン[新聞 8]。
- 2012年（平成24年）12月：「田楽茶屋 滝沢駅内店」が閉店[報道 1]。
- 2014年（平成26年）3月16日：駅の愛称（副駅名）を学園の杜（がくえんのもり）として使用開始[新聞 1]。
- 2015年（平成27年）6月8日：駅構内に立ち呑み屋「串焼処 銀河」がオープン[報道 1][新聞 9]。
- 2017年（平成29年）10月14日：プラットホームの端に鉄道写真撮影専用スペース「TRAIN SPOTTER'S」がオープン[6]。
- 2019年（令和元年）5月30日：「串焼処 銀河」が閉店[報道 1]。

## 駅構造
単式ホーム1面1線と島式ホーム1面2線、合計2面3線のホームを持つ地上駅である。互いのホームは跨線橋で連絡している。
岩手郡滝沢村時代の国鉄末期の合理化により一旦無人化された（出札自体は駅併設の喫茶店の簡易委託により継続）ものの、ベッドタウン化が進み利用者が増加したことからJR民営化後に直営の出札窓口が復活、その後、2つの大学の立地などによる利用者の増加が続きJR時代末期にはみどりの窓口も開設されていた。
IGR転換後は盛岡駅管理の直営駅（盛岡駅所属滝沢在勤）となっている。IGR移管当初は当駅折り返しの列車が設定されていなかったが、近年は沿線の人口増加により盛岡方面の当駅折り返しの便が、2010年12月4日の時刻改正前まで朝夕中心に、同日以降は日中にも当駅折り返し便が多数設定されている。当駅から盛岡駅まではラッシュ時を中心に乗車率が非常に高く、日中でも概ね30分に1本程度の間隔で盛岡方面への列車が確保されている。
駅舎内には出札窓口、自動券売機が設置されている。2003年（平成15年）2月10日からIGR直営の旅行代理店「銀河鉄道観光」が設置されていたが、2006年（平成18年）12月1日をもって厨川駅へ移転した（その後2010年3月にIGR本社内に再移転）。
上り2・3番線プラットホームの盛岡側の端に、2017年（平成29年）10月14日の鉄道の日に際して、鉄道写真撮影専用スペース「TRAIN SPOTTER'S」が開設された。フェンスで囲まれ、滑り止め効果のある舗装を施して、安全に撮影ができるように配慮されている。TRAIN SPOTTERは、イギリスで鉄道ファンを指す言葉で、鉄道ファンのためのスペースという意味を込めて'Sを付けている。

### のりば
| 番線 | 路線                                | 方向 | 行先     | 備考     |
| ---- | ----------------------------------- | ---- | -------- | -------- |
| 1    | ■いわて銀河鉄道線                   | 下り | 八戸方面 |          |
| 1    | ■花輪線                             | 下り | 大館方面 |          |
| 2    | ■いわて銀河鉄道線                   | 上り | 盛岡方面 | 当駅始発 |
| 3    | ■いわて銀河鉄道線 （■花輪線を含む） | 上り | 盛岡方面 |          |

- 2番線は上下線の待避線としても使用できる。

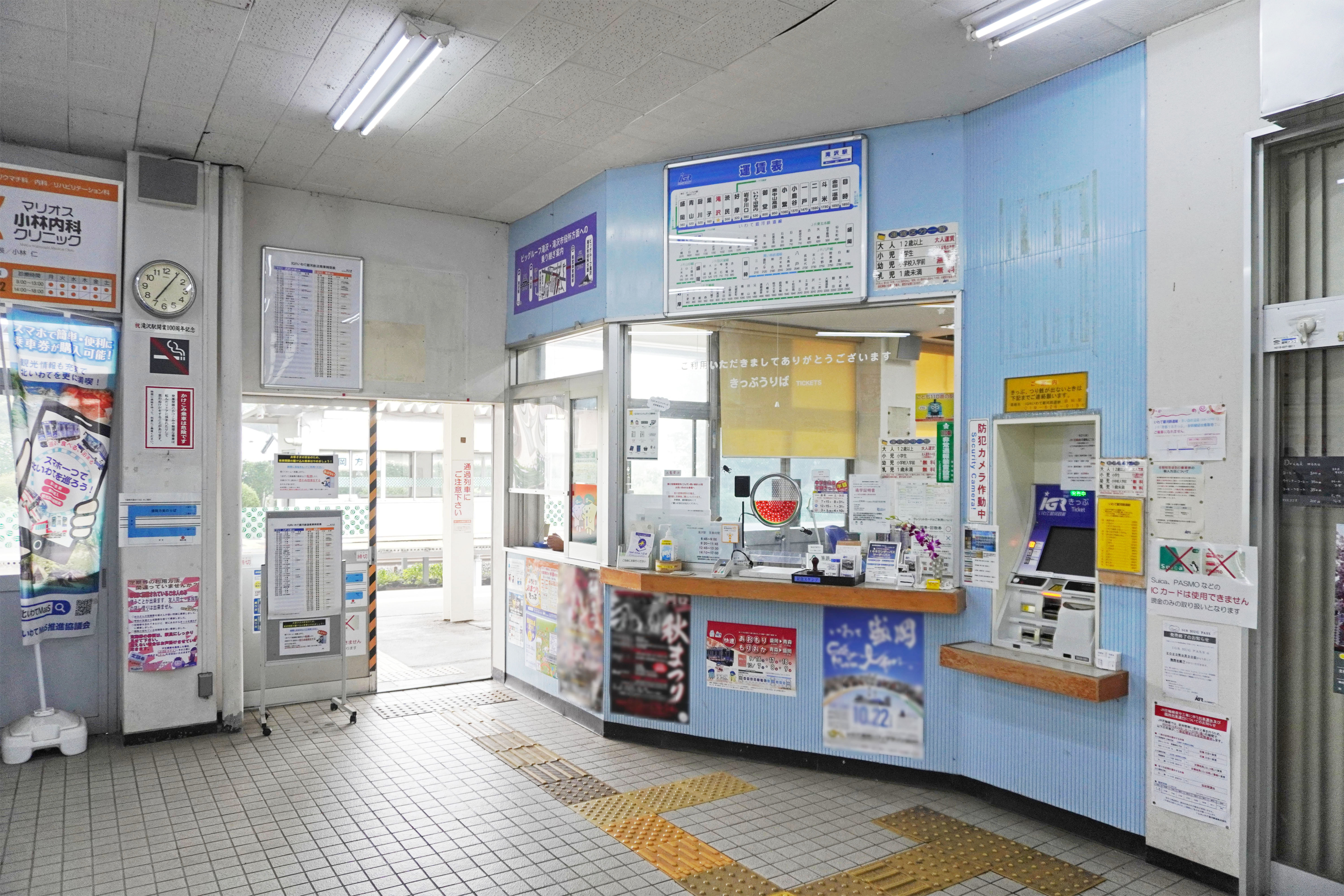
改札口（2023年9月）
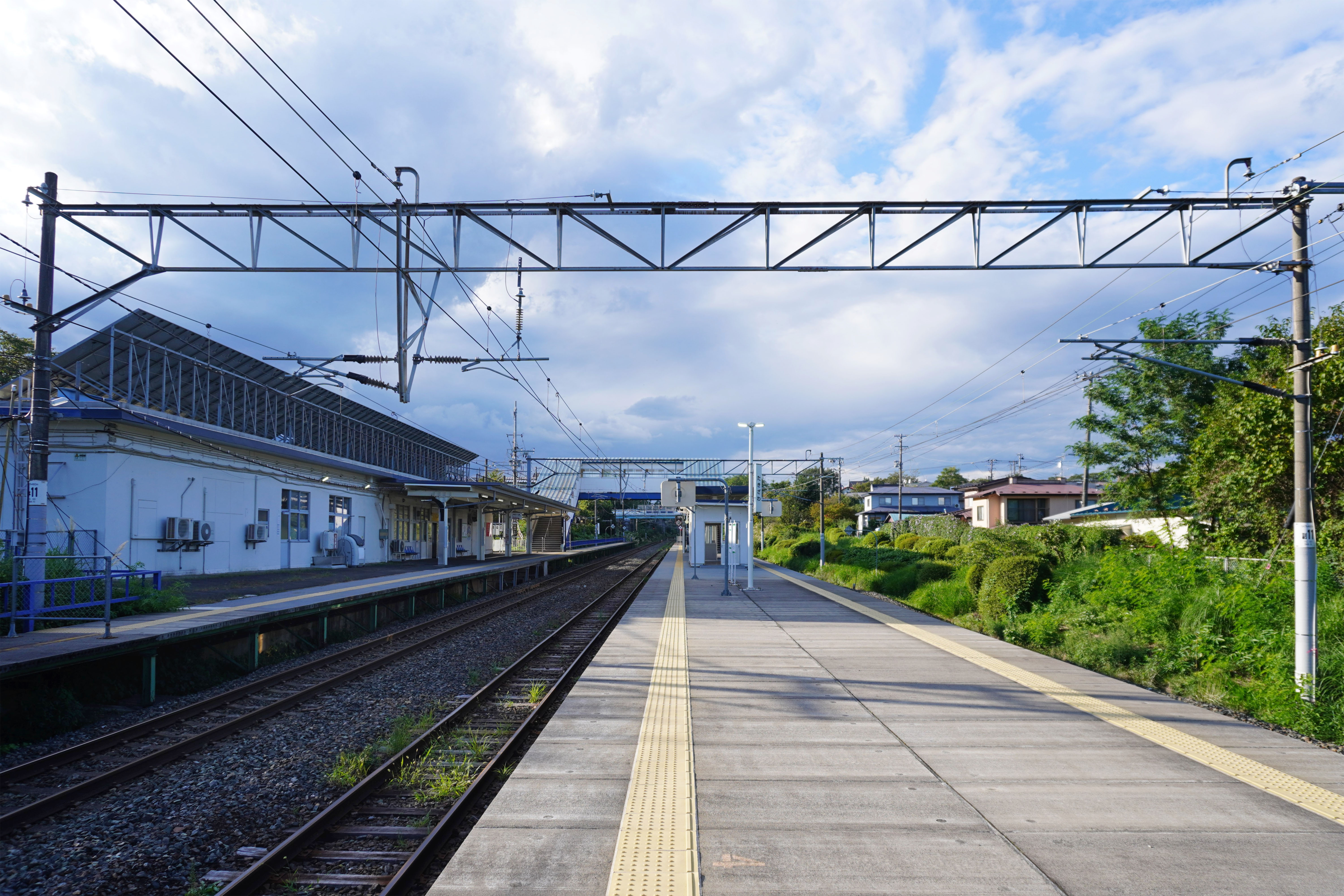
ホーム（2023年9月）

## 利用状況
IGRいわて銀河鉄道によると、2024年度（令和6年度）の1日平均乗降人員は2,527人である。主に通勤客や近くの岩手県立大学や盛岡大学に通う学生が利用する。
2000年度（平成12年度）以降の推移は以下のとおりである。なお、2000年度（平成12年度）- 2002年度（平成14年度）におけるJR東日本が算出した数値は乗車人員のものである。
| 乗車人員・乗降人員推移  | 乗車人員・乗降人員推移 | 乗車人員・乗降人員推移 | 乗車人員・乗降人員推移 | 乗車人員・乗降人員推移 | 乗車人員・乗降人員推移 | 乗車人員・乗降人員推移 | 乗車人員・乗降人員推移 |
| 年度                    | 1日平均 乗車人員       | 1日平均乗降人員        | 1日平均乗降人員        | 1日平均乗降人員        | 1日平均乗降人員        | 1日平均乗降人員        | 出典                   |
| 年度                    | 1日平均 乗車人員       | 定期                   | 定期                   | 定期                   | 定期外                 | 合計                   | 出典                   |
| 年度                    | 1日平均 乗車人員       | 通勤                   | 通学                   | 合計                   | 定期外                 | 合計                   | 出典                   |
| ----------------------- | ---------------------- | ---------------------- | ---------------------- | ---------------------- | ---------------------- | ---------------------- | ---------------------- |
| 2000年（平成12年）      | 1,806                  |                        |                        |                        |                        |                        | [ JR 1 ]               |
| 2001年（平成13年）      | 1,915                  |                        |                        |                        |                        |                        | [ JR 2 ]               |
| 2002年（平成14年）(JR)  | 2,116                  |                        |                        |                        |                        |                        | [ JR 3 ]               |
| 2002年（平成14年）(IGR) |                        | 596                    | 1,723                  | 2,319                  | 965                    | 3,284                  | [ IGR 2 ]              |
| 2003年（平成15年）      |                        | 547                    | 2,126                  | 2,673                  | 910                    | 3,583                  | [ IGR 3 ]              |
| 2004年（平成16年）      |                        | 556                    | 2,010                  | 2,566                  | 870                    | 3,436                  | [ IGR 4 ]              |
| 2005年（平成17年）      |                        | 551                    | 1,705                  | 2,256                  | 895                    | 3,151                  | [ IGR 5 ]              |
| 2006年（平成18年）      |                        | 543                    | 1,555                  | 2,098                  | 804                    | 2,902                  | [ IGR 6 ]              |
| 2007年（平成19年）      |                        | 558                    | 1,465                  | 2,023                  | 753                    | 2,776                  | [ IGR 7 ]              |
| 2008年（平成20年）      |                        | 531                    | 1,520                  | 2,051                  | 750                    | 2,801                  | [ IGR 8 ]              |
| 2009年（平成21年）      |                        | 518                    | 1,491                  | 2,009                  | 688                    | 2,697                  | [ IGR 9 ]              |
| 2010年（平成22年）      |                        | 514                    | 1,641                  | 2,155                  | 670                    | 2,825                  | [ IGR 10 ]             |
| 2011年（平成23年）      |                        | 484                    | 1,701                  | 2,185                  | 629                    | 2,814                  | [ IGR 11 ]             |
| 2012年（平成24年）      |                        | 479                    | 1,791                  | 2,270                  | 683                    | 2,953                  | [ IGR 12 ]             |
| 2013年（平成25年）      |                        | 594                    | 1,842                  | 2,436                  | 645                    | 3,081                  | [ IGR 13 ]             |
| 2014年（平成26年）      |                        | 606                    | 1,890                  | 2,496                  | 618                    | 3,114                  | [ IGR 14 ]             |
| 2015年（平成27年）      |                        | 568                    | 1,889                  | 2,457                  | 638                    | 3,095                  | [ IGR 15 ]             |
| 2016年（平成28年）      |                        | 573                    | 1,915                  | 2,488                  | 616                    | 3,104                  | [ IGR 16 ]             |
| 2017年（平成29年）      |                        | 594                    | 1,942                  | 2,536                  | 596                    | 3,132                  | [ IGR 17 ]             |
| 2018年（平成30年）      |                        | 598                    | 1,974                  | 2,572                  | 590                    | 3,162                  | [ IGR 18 ]             |
| 2019年（令和元年）      |                        | 570                    | 1,907                  | 2,477                  | 567                    | 3,044                  | [ IGR 19 ]             |
| 2020年（令和02年）      |                        | 488                    | 1,643                  | 2,131                  | 402                    | 2,533                  | [ IGR 20 ]             |
| 2021年（令和03年）      |                        | 435                    | 1,788                  | 2,223                  | 369                    | 2,592                  | [ IGR 21 ]             |
| 2022年（令和04年）      |                        | 434                    | 1,810                  | 2,244                  | 396                    | 2,640                  | [ IGR 22 ]             |
| 2023年（令和05年）      |                        | 438                    | 1,684                  | 2,122                  | 437                    | 2,559                  | [ IGR 23 ]             |
| 2024年（令和06年）      |                        | 430                    | 1,663                  | 2,093                  | 434                    | 2,527                  | [ IGR 1 ]              |

## 駅周辺
- 岩手県立大学[新聞 9]
- 盛岡大学[新聞 9]
- 岩手県立盛岡農業高等学校
- 滝沢市立滝沢第二中学校
- 滝沢市立滝沢第二小学校
- 滝沢市立滝沢東小学校
- 岩手産業文化センター「アピオ」
- 岩手県立野鳥観察の森「ネイチャーセンター」
- 岩手県立森林公園
- 馬っこパークいわて（旧ポニースクール岩手）
- 滝沢市東部体育館
- 滝沢駅前郵便局
- 岩手県道16号盛岡環状線

## バス路線
- 岩手県北バス
  - C61：盛岡農業高校・盛岡大学／松園一丁目

## 隣の駅
IGRいわて銀河鉄道
■いわて銀河鉄道線・■JR花輪線（JR花輪線は盛岡駅 - 好摩駅間いわて銀河鉄道線）
巣子駅 - 滝沢駅 - 渋民駅

### 記事本文

#### 報道発表資料
1. 1 2 3  「滝沢駅の店舗の変更について」（プレスリリース）、IGRいわて銀河鉄道、2019年6月13日。2019年12月13日時点のオリジナルよりアーカイブ。2019年12月13日閲覧。

#### 新聞記事
1. 1 2  「愛称「学園の杜」 名板をお披露目 IGR滝沢駅」『岩手日報』岩手日報社、2014年3月16日、20面。
2. ↑  「六駅を停留所化 盛鉄、業務委託は四駅」『交通新聞』交通協力会、1980年5月14日、1面。
3. 1 2  「東北本線滝沢駅 13年ぶり新たな門出 駅員常駐「発車オーライ」」『岩手日報』岩手日報社、1993年12月2日、朝刊、19面。
4. 1 2  「満員の普通列車が脱線 JR東北線滝沢駅構内 貨物列車と衝突 乗客450人けが人なし」『岩手日報』岩手日報社、1994年12月7日、夕刊、1面。
5. 1 2  「「銀河鉄道観光」の旅行センター、滝沢駅内に開所」『朝日新聞』朝日新聞社、2003年2月11日、地方版／岩手、20面。
6. ↑  「滝沢駅が開業100周年 住民ら式典で節目祝う」『岩手日報』岩手日報社、2006年1月22日、21面。
7. 1 2  「利用者増目指し冬企画など展開 三鉄、IGR」『岩手日報』岩手日報社、2006年11月16日、19面。
8. ↑  「田楽茶屋 新たな顔に IGR滝沢駅 構内に初の食料品店 パンフ置き村のPRも」『岩手日報』岩手日報社、2008年12月2日、16面。
9. 1 2 3 4  斎藤徹「駅集客、立ち飲み串焼きで 滝沢にIGR直営店、予想上回る盛況」『朝日新聞』朝日新聞社、2015年8月24日、朝刊／岩手全県版。

### 利用状況

#### JR東日本
1. ↑  「JR東日本：各駅の乗車人員（2000年度）」東日本旅客鉄道。2025年7月9日閲覧。
2. ↑  「JR東日本：各駅の乗車人員（2001年度）」東日本旅客鉄道。2025年7月9日閲覧。
3. ↑  「JR東日本：各駅の乗車人員（2002年度）」東日本旅客鉄道。2025年7月9日閲覧。

#### IGRいわて銀河鉄道
1. 1 2  「2024年度 駅別乗降人員（1日平均） (PDF)」IGRいわて銀河鉄道。2025年7月5日閲覧。
2. ↑  「平成14年度 駅別乗降人員（一日平均） (PDF)」IGRいわて銀河鉄道。2025年7月5日閲覧。
3. ↑  「平成15年度 駅別乗降人員（一日平均） (PDF)」IGRいわて銀河鉄道。2025年7月5日閲覧。
4. ↑  「平成16年度 駅別乗降人員（一日平均） (PDF)」IGRいわて銀河鉄道。2025年7月5日閲覧。
5. ↑  「平成17年度 駅別乗降人員（1日平均） (PDF)」IGRいわて銀河鉄道。2025年7月5日閲覧。
6. ↑  「平成18年度 駅別乗降人員（1日平均） (PDF)」IGRいわて銀河鉄道。2025年7月5日閲覧。
7. ↑  「平成19年度 駅別乗降人員（1日平均） (PDF)」IGRいわて銀河鉄道。2025年7月5日閲覧。
8. ↑  「平成20年度駅別乗降人員（1日平均） (PDF)」IGRいわて銀河鉄道。2025年7月5日閲覧。
9. ↑  「平成21年度駅別乗降人員（1日平均） (PDF)」IGRいわて銀河鉄道。2025年7月5日閲覧。
10. ↑  「平成22年度 駅別乗降人員（1日平均） (PDF)」IGRいわて銀河鉄道。2025年7月5日閲覧。
11. ↑  「平成23年度 駅別乗降人員（1日平均） (PDF)」IGRいわて銀河鉄道。2025年7月5日閲覧。
12. ↑  「平成24年度 駅別乗降人員（1日平均） (PDF)」IGRいわて銀河鉄道。2025年7月5日閲覧。
13. ↑  「平成25年度 駅別乗降人員（1日平均） (PDF)」IGRいわて銀河鉄道。2025年7月5日閲覧。
14. ↑  「平成26年度 駅別乗降人員（1日平均） (PDF)」IGRいわて銀河鉄道。2025年7月5日閲覧。
15. ↑  「平成27年度 駅別乗降人員（1日平均） (PDF)」IGRいわて銀河鉄道。2025年7月5日閲覧。
16. ↑  「平成28年度 駅別乗降人員（1日平均） (PDF)」IGRいわて銀河鉄道。2025年7月5日閲覧。
17. ↑  「平成29年度 駅別乗降人員（1日平均） (PDF)」IGRいわて銀河鉄道。2025年7月5日閲覧。
18. ↑  「平成30年度駅別乗降人員（1日平均） (PDF)」IGRいわて銀河鉄道。2025年7月5日閲覧。
19. ↑  「令和元年度駅別乗降人員（1日平均） (PDF)」IGRいわて銀河鉄道。2025年7月5日閲覧。
20. ↑  「2020年度 駅別乗降人員（1日平均） (PDF)」IGRいわて銀河鉄道。2025年7月5日閲覧。
21. ↑  「2021年度 駅別乗降人員（1日平均） (PDF)」IGRいわて銀河鉄道。2025年7月5日閲覧。
22. ↑  「2022年度 駅別乗降人員（1日平均） (PDF)」IGRいわて銀河鉄道。2025年7月5日閲覧。
23. ↑  「2023年度 駅別乗降人員（1日平均） (PDF)」IGRいわて銀河鉄道。2025年7月5日閲覧。